# Karbóvanets ucraniano
El karbóvanets (en ucraniano: карбованець, romanizado: karbovanets') fue una unidad monetaria distintiva de Ucrania durante tres periodos. Con este nombre también era conocido el rublo en ucraniano.

## Etimología
La etimología del vocablo karbóvanets ha sido debatida. Algunos piensan que el nombre proviene del verbo "cabar" (karbuvaty), ya que en tiempos primitivos se marcaban muescas de los números a calcular en piedras o trozos metálicos.[cita requerida]
El nominativo plural de la palabra karbóvanets es карбованці (karbovantsi). Este se usa junto a números que acaben en 2, 3 o 4 (por ejemplo, два карбованцi, «dos karbóvanets»), mientras que para los números acabados en 5, 6, 7, 8, 9 y 0 se utiliza el genitivo plural, карбованців (karbovantsiv). Para los números acabados en 1 se utiliza el nominativo singular.

## Historia

### Primerkarbóvanets, 1917-1920

#### República Popular de Ucrania(17 de marzo de 1917 - 29 de abril de 1918)
En marzo de 1917 varios partidos políticos reunidos en Kiev establecieron la Rada Central Ucraniana, la cual proclamó el 20 de noviembre de 1917 la República Popular de Ucrania.
El 19 de diciembre del mismo año se promulgó una ley para la emisión de billetes en la RPU. De acuerdo con esta ley, los billetes debían estar denominados en karbóvanets, y cada unidad contendría 17.424 partes de oro puro y se dividiría en 2 grivnias o 200 shahs (en ucraniano: Шаг)
El 5 de enero de 1918 se emitió el primer billete de 100 karbovánets. El tridente utilizado en este billete fue tomado como emblema nacional de la RPU solo 54 días después de la aparición en el billete, el 1 de marzo de 1918. Solamente se imprimió una serie de billetes, la "AД", y nada más que un número de serie, el 185. Debido a que el papel utilizado para imprimir los billetes era normal (sin medidas de seguridad ni marcas de agua), pronto apareció un gran número de billetes falsos.
El 20 de septiembre de 1918, la Rada Central aprobó la emisión de billetes a cargo del Tesoro Nacional en denominaciones de 5, 10, 25 y 50 karbovánets, que serían válidos hasta el 1 de marzo de 1924. El 6 de abril la población de Kiev vio por primera vez los billetes de 25 karbovánets, y más tarde los de 50 karbovánets; sin embargo, las denominaciones de 5 y 10 karbovánets no llegaron a emitirse. Los primeros billetes no tenían designación ni número de serie. En las impresiones posteriores se añadió el lugar de impresión: AK (Kiev) y AO (Odesa).
Tras la ocupación de Odesa por el Ejército de Voluntarios en la primavera de 1919, la imprenta establecida en Odesa continuó produciendo billetes de 50 karbovánets. Esto instó al gobierno ucraniano a declarar ilegal el dinero emitido por el Ejército de Voluntarios, por lo que los billetes con la designación de serie AO y el número 210 en adelante quedaron invalidados.
En 1920 el gobierno soviético de Ucrania imprimió millones de billetes de 50 karbóvanets para que el Comité Revolucionario (Glavrevkom ) los utilizase de forma temporal en la parte occidental de Ucrania. Estas series tenían la designación AO 210 en adelante.
El siguiente cambio que propugnó la Rada Central fue el 19 de abril de 1918, en la que se incluyeron denominaciones de 10, 20, 30, 50 y 50 shahs. La Rada Central utilizó el término "shah" de las antiguas monedas de cambio que circularon durante el siglo XVI. Estos billetes se imprimieron en Kiev en paquetes de 100, perforándolos para facilitar la tarea de separar los billetes. Los shahs estuvieron en circulación desde marzo de 1919 hasta que fueron abolidos por los soviéticos.

#### Estado Ucraniano (29 de abril de 1918 - 14 de noviembre de 1918)
El 29 de abril de 1918, con el apoyo de las tropas austrogermanas, se eligió al general zarista P.P. Skoropadsky como Hetman de Ucrania. Posteriormente disolvió la Rada Central y estableció el Estado Ucraniano. Durante el mandato de Skoropadsky se introdujeron billetes denominados en grivnias, impresos en Alemania.
El 5 de agosto de 1918 aparecieron los primeros bonos respaldados por el Estado con el nombre de "Billete del Tesoro del Estado". Estos bonos se imprimieron en ocho cupones, cuatro a cada lado. Al principio se emitieron para las transacciones menores de carácter interno, pero la carencia de billetes en circulación hizo al gobierno permitir la utilización de estos cupones como papel-moneda.
El 17 de octubre de 1918, el Hetman recibió de Alemania otra remesa de billetes en denominaciones de 2, 10 y 100 grivnias. Más tarde se recibieron billetes de 1.000 y 2.000 grivnias, debido a la inflación que sufría Ucrania. Estos billetes incorporaban las siglas del Estado Ucraniano: УД (Українська Держава). Estas grivnias se emitieron el 17 de octubre de 1918, 59 días antes del derrocamiento del Hetman.

#### Directorado de Ucrania (14 de noviembre de 1918 - junio de 1920)
La derrota de las tropas alemanas y austrohúngaras en la I Guerra Mundial terminó con la ocupación de Ucrania y el régimen del Hetman Skoropadsky. En la noche de 14 de noviembre de 1918 en la ciudad de Bila Tserkva V.K. Vynnychenko y S.V. Petlyura formaron el Directorado de Ucrania. En menos de un mes las fuerzas militares del Directorado ocuparon Kiev. El 16 de enero de 1919 el gobierno declaró la guerra a Rusia, lo que provocó la necesidad de producir grandes cantidades de dinero. En Kiev el Directorado utilizó reservas de los billetes emitidos previamente por los gobiernos de la Rada Central.
La campaña militar del Directorado se torció, y la ofensiva del Ejército Rojo obligó al Directorado abandonar Kiev y establecerse durante algún tiempo en Vínnitsa. Bajo la presión de las fuerzas soviéticas el Directorado se retiró a Ternopil y después a Ivano-Frankivsk a finales de febrero. En marzo de 1919 se emitió una serie de billetes de 5 grivnias en papel gris y con errores ortográficos. El siguiente bastión del Directorado se trasladó a Kamanets-Podilsk, donde permaneció casi un año y emitió más billetes.
En agosto de 1919 se imprimieron billetes de 100, 250 y 1.000 karbóvanets. Uno de los mejores billetes impresos fue el de 1.000 karbóvanets, emitido el Kiev y puesto en circulación el 13 de noviembre de 1918. La impresión de este billete fue continuada por el Directorado en octubre de 1919 en Kamyanets-Podilsk, y en 1920 en Varsovia.
Más tarde se añadieron denominaciones de 10 y 25 karbóvanets. Los últimos billetes del Directorado se imprimieron en Austria. Estas series se componían de billetes de 50 y 1.000 grivnias, sin embargo nunca llegaron a circular. El 20 de noviembre de 1920 el Directorado de Ucrania fue derrocado por el edicto de S.V. Petlyura.
| Denominación     | Color predominante | Imagen del anverso | Imagen del reverso |
| ---------------- | ------------------ | ------------------ | ------------------ |
| 10 karbóvanets   | Rojo               |                    |                    |
| 25 karbóvanets   | Amarillo/Verde     |                    |                    |
| 250 karbóvanets  | Marrón             |                    |                    |
| 1000 karbóvanets | Granate            |                    |                    |

#### República Socialista Soviética de Ucrania(1919-1920)
A comienzos de 1919 en Járkov se proclamó la nueva RSS de Ucrania. Bajo el mandato de Lenin, Rusia financió al gobierno soviético de Ucrania. Sin embargo, un periodo de inflación provocó una guerra civil a la que siguió un pronunciado déficit de dinero en circulación.
El Comisario de Economía de la URSS, con el consentimiento mutuo de la RSS de Rusia decidió utilizar los billetes de 10 karbóvanets emitidos por el Directorado de Ucrania. Estos billetes fueron requisados por el Ejército Rojo el 5 de febrero de 1919 tras la liberación de Kiev de las tropas petlyurianas. Los billetes soviéticos eran distintos de los del Directorado en cuanto a calidad del papel, tintas, marcas de agua, y la disposición de los números de serie.
Se imprimió un billete de 50 karbovánets con símbolos soviéticos. El 1 de junio de 1919, la Ucrania soviética junto a los gobiernos soviéticos de Rusia, Lituania, Letonia y Bielorrusia en un frente común adoptaron el rublo soviético como moneda de curso legal.

### Segundokarbóvanets, 1942-1945
Durante la ocupación de Ucrania por la Alemania Nazi en la Segunda Guerra Mundial, el Comisariado de Ucrania (Reichskommissariat Ukraine) emitió billetes denominados en karbóvanets (en alemán: karbowanez). Estos billetes sustituyeron al rublo soviético a la par y estuvo en circulación entre 1942 y 1945. El karbóvanets fijó su paridad al reichsmark con una tasa de cambio de 10 UAK = 1 RM.
| Denominación    | Color predominante | Imagen del anverso | Imagen del reverso |
| --------------- | ------------------ | ------------------ | ------------------ |
| 1 karbóvanets   | Marrón             |                    |                    |
| 5 karbóvanets   | Marrón             |                    |                    |
| 10 karbóvanets  | Granate            |                    |                    |
| 20 karbóvanets  | Marrón             |                    |                    |
| 50 karbóvanets  | Verde              |                    |                    |
| 100 karbóvanets | Azul               |                    |                    |
| 200 karbóvanets | Marrón             |                    |                    |
| 500 karbóvanets | Marrón             |                    |                    |

### Tercerkarbóvanets, 1992-1996
En noviembre de 1990, el colapso del modelo soviético de gobierno y el fin de éste condujeron a la desaparición del esquema de una economía centralizada. La nueva RSS de Ucrania emitió cupones temporales que se distribuyeron entre la población. Estos cupones circulaban junto al rublo soviético y servían para comprar verduras y otros bienes básicos. El 10 de enero de 1992, el karbóvanets sustituyó al rublo soviético a la par.
En 1996 el karbóvanets, que se había devaluado varias veces, se sustituyó por la grivna con una tasa de cambio de 100.000 UAK = UAH. Hubo un periodo de adaptación de quince días, entre el 2 y el 16 de septiembre. Tras esta fecha el karbóvanets dejó de ser moneda de curso legal para cualquier tipo de pago en Ucrania.
| Denominación          | Color predominante | Imagen del anverso | Imagen del reverso |
| --------------------- | ------------------ | ------------------ | ------------------ |
| 1 karbóvanets         | Granate            |                    |                    |
| 3 karbóvanets         | Verde/Gris         |                    |                    |
| 5 karbóvanets         | Azul               |                    |                    |
| 10 karbóvanets        | Rosa               |                    |                    |
| 25 karbóvanets        | Violeta            |                    |                    |
| 50 karbóvanets        | Verde              |                    |                    |
| 100 karbóvanets       | Naranja            |                    |                    |
| 200 karbóvanets       | Marrón             |                    |                    |
| 500 karbóvanets       | Verde              |                    |                    |
| 1000 karbóvanets      | Violeta            |                    |                    |
| 2000 karbóvanets      | Azul               |                    |                    |
| 5000 karbóvanets      | Rojo               |                    |                    |
| 10 000 karbóvanets    | Verde              |                    |                    |
| 20 000 karbóvanets    | Violeta            |                    |                    |
| 50 000 karbóvanets    | Naranja            |                    |                    |
| 100 000 karbóvanets   | Verde/gris         |                    |                    |
| 200 000 karbóvanets   | Granate            |                    |                    |
| 500 000 karbóvanets   | Violeta            |                    |                    |
| 1 000 000 karbóvanets | Multicolor         |                    |                    |